# Santa Maria (Odemira)
Santa Maria is een plaats (freguesia) in de Portugese gemeente Odemira en telt 2580 inwoners (2001). Samen met de freguesia São Salvador vormt Santa Maria de hoofdplaats Odemira.